# Rum, Tyrolen
Rum är en köpingskommun i distriktet Innsbruck-Land i förbundslandet Tyrolen i Österrike. Kommunen har 1 944 invånare (2024). Rum gränsar till Tyrolens huvudstad Innsbruck.